# Voharies
Voharies est une commune française située dans le département de l'Aisne, en région Hauts-de-France.

## Géographie

### Localisation
La commune se situe dans le canton de Marle. La commune se situe sur la RD 37 reliant la commune voisine de Rougeries à la RN 2 à Lugny.

### Hydrographie
La commune est située dans le bassin Seine-Normandie. Elle est drainée par le Vilpion et divers bras du Vilpion,,.
Le Vilpion, d'une longueur de 43 km, prend sa source dans la commune de Plomion et se jette  dans la Serre à Dercy, après avoir traversé 17 communes.

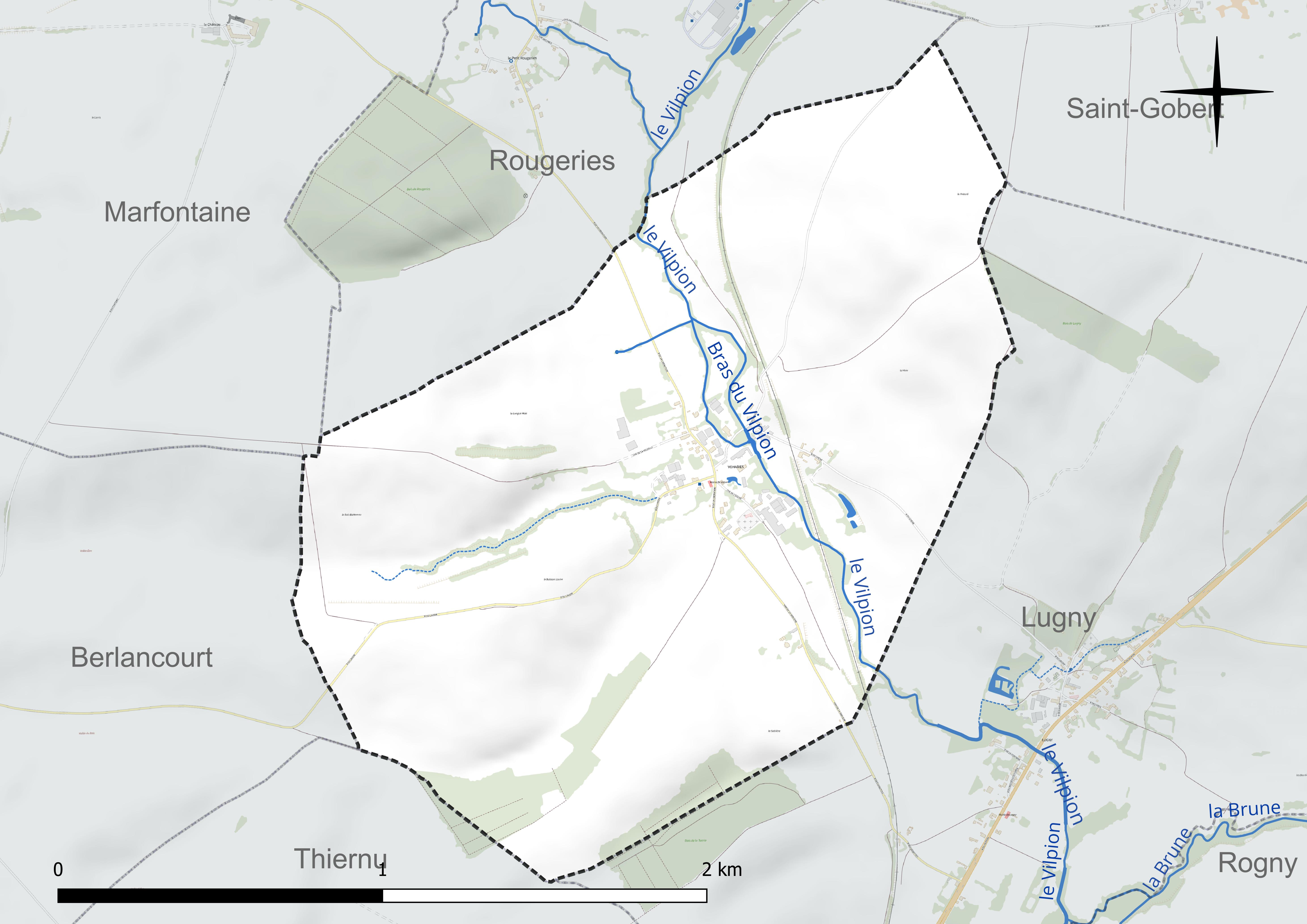
Réseau hydrographique de Voharies.

### Climat
Pour des articles plus généraux, voir Climat des Hauts-de-France et Climat de l'Aisne.
En 2010, le climat de la commune est de type climat océanique dégradé des plaines du Centre et du Nord, selon une étude du CNRS s'appuyant sur une série de données couvrant la période 1971-2000. En 2020, Météo-France publie une typologie des climats de la France métropolitaine dans laquelle la commune est exposée à un climat océanique altéré et est dans la région climatique Nord-est du bassin Parisien, caractérisée par un ensoleillement médiocre, une pluviométrie moyenne régulièrement répartie au cours de l'année et un hiver froid (3 °C).
Pour la période 1971-2000, la température annuelle moyenne est de 10,2 °C, avec une amplitude thermique annuelle de 14,9 °C. Le cumul annuel moyen de précipitations est de 773 mm, avec 12,5 jours de précipitations en janvier et 9,3 jours en juillet. Pour la période 1991-2020, la température moyenne annuelle observée sur la station météorologique la plus proche, située sur la commune de Fontaine-lès-Vervins à 11 km à vol d'oiseau, est de 10,5 °C et le cumul annuel moyen de précipitations est de 826,3 mm,. Pour l'avenir, les paramètres climatiques de la commune estimés pour 2050 selon différents scénarios d'émission de gaz à effet de serre sont consultables sur un site dédié publié par Météo-France en novembre 2022.

## Urbanisme

### Typologie
Au 1er janvier 2024, Voharies est catégorisée commune rurale à habitat dispersé, selon la nouvelle grille communale de densité à 7 niveaux définie par l'Insee en 2022.
Elle est située hors unité urbaine. Par ailleurs la commune fait partie de l'aire d'attraction de Vervins, dont elle est une commune de la couronne,. Cette aire, qui regroupe 21 communes, est catégorisée dans les aires de moins de 50 000 habitants,.

### Occupation des sols
L'occupation des sols de la commune, telle qu'elle ressort de la base de données européenne d'occupation biophysique des sols Corine Land Cover (CLC), est marquée par l'importance des territoires agricoles (92,5 % en 2018), une proportion identique à celle de 1990 (92,5 %). La répartition détaillée en 2018 est la suivante : 
terres arables (67,1 %), prairies (16,1 %), zones agricoles hétérogènes (9,4 %), zones urbanisées (7,5 %).
L'évolution de l'occupation des sols de la commune et de ses infrastructures peut être observée sur les différentes représentations cartographiques du territoire : la carte de Cassini (XVIIIe siècle), la carte d'état-major (1820-1866) et les cartes ou photos aériennes de l'IGN pour la période actuelle (1950 à aujourd'hui).

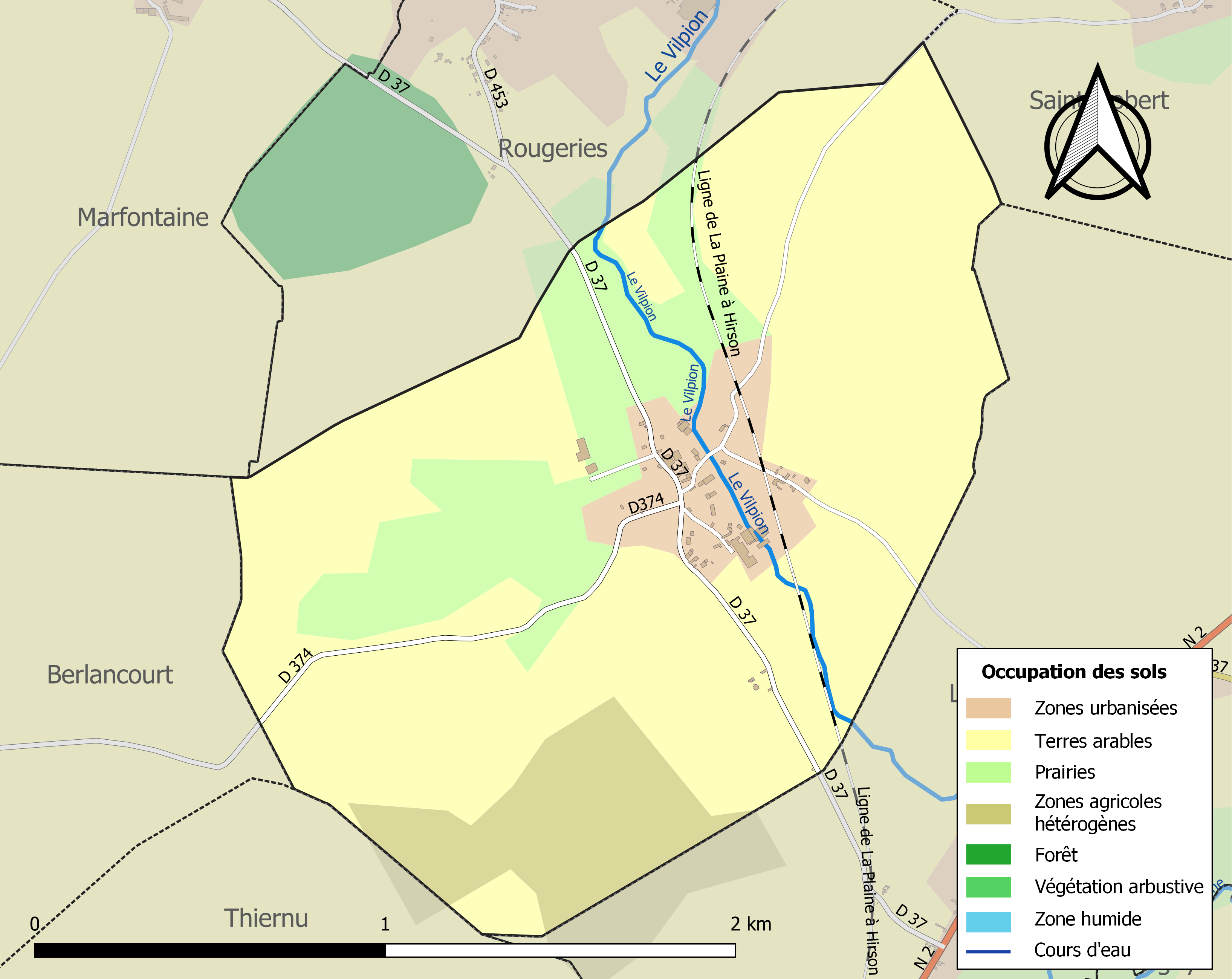
Carte de l'occupation des sols de la commune en 2018 (CLC).

## Toponymie
Le nom de la localité est attesté sous les formes Molendinum de Waheris (1144) ; Vaheries (1168) ; Wauhary (xve siècle) ; Waharis (1411) ; Vaulxharis (1606) ; Vaulhary (1618) ; Vaulxharry (1650) ; Vauharys (1656) ; Vohary (1661) ; Vauhary (1685) ; Vauxharis (1745).
La naissance du village de Voharies est due à la construction d'une ferme au cours du Moyen Âge, dénommée Boharius. Boharies pour Voharies par le changement du B en V.

## Histoire
Le village resta un hameau de la paroisse de Rougeries jusqu'au début de la Révolution française, date à laquelle elle devint une commune indépendante.

## Politique et administration

### Découpage territorial
La commune de Voharies est membre de la communauté de communes de la Thiérache du Centre, un établissement public de coopération intercommunale (EPCI) à fiscalité propre créé le 31 décembre 1992 dont le siège est à La Capelle. Ce dernier est par ailleurs membre d'autres groupements intercommunaux.
Sur le plan administratif, elle est rattachée à l'arrondissement de Vervins, au département de l'Aisne et à la région Hauts-de-France. Sur le plan électoral, elle dépend du  canton de Marle pour l'élection des conseillers départementaux, depuis le redécoupage cantonal de 2014 entré en vigueur en 2015, et de la troisième circonscription de l'Aisne  pour les élections législatives, depuis le dernier découpage électoral de 2010.

### Administration municipale
Le nombre d'habitants de la commune étant inférieur à 100, le nombre de membres du conseil municipal est de 7.

#### Liste des maires
| Période                                  | Période                        | Identité            | Étiquette | Qualité  |
| ---------------------------------------- | ------------------------------ | ------------------- | --------- | -------- |
| Les données manquantes sont à compléter. |                                |                     |           |          |
| avant 1877                               | après 1879                     | Vasseur             |           |          |
| Les données manquantes sont à compléter. |                                |                     |           |          |
| mars 2001                                | mars 2008                      | Alain Vasseur       |           |          |
| mars 2008                                | juillet 2020                   | Jean-Louis Berthoux | DVD       | Retraité |
| juillet 2020                             | En cours (au 4 septembre 2020) | Jérôme Desestre     |           | Employé  |

## Démographie
L'évolution du nombre d'habitants est connue à travers les recensements de la population effectués dans la commune depuis 1800. Pour les communes de moins de 10 000 habitants, une enquête de recensement portant sur toute la population est réalisée tous les cinq ans, les populations de référence des années intermédiaires étant quant à elles estimées par interpolation ou extrapolation. Pour la commune, le premier recensement exhaustif entrant dans le cadre du nouveau dispositif a été réalisé en 2004.

En 2022, la commune comptait 76 habitants, en évolution de +4,11 % par rapport à 2016 (Aisne : −1,97 %, France hors Mayotte : +2,11 %).
| 1800 | 1806 | 1821 | 1831 | 1836 | 1841 | 1846 | 1851 | 1856 |
| ---- | ---- | ---- | ---- | ---- | ---- | ---- | ---- | ---- |
| 201  | 211  | 223  | 217  | 227  | 241  | 255  | 210  | 204  |

| 1861 | 1866 | 1872 | 1876 | 1881 | 1886 | 1891 | 1896 | 1901 |
| ---- | ---- | ---- | ---- | ---- | ---- | ---- | ---- | ---- |
| 198  | 188  | 185  | 190  | 170  | 148  | 163  | 168  | 161  |

| 1906 | 1911 | 1921 | 1926 | 1931 | 1936 | 1946 | 1954 | 1962 |
| ---- | ---- | ---- | ---- | ---- | ---- | ---- | ---- | ---- |
| 141  | 116  | 147  | 112  | 91   | 108  | 122  | 141  | 149  |

| 1968 | 1975 | 1982 | 1990 | 1999 | 2004 | 2006 | 2009 | 2014 |
| ---- | ---- | ---- | ---- | ---- | ---- | ---- | ---- | ---- |
| 149  | 126  | 98   | 78   | 78   | 72   | 73   | 71   | 71   |

| 2019 | 2022 | - | - | - | - | - | - | - |
| ---- | ---- | - | - | - | - | - | - | - |
| 74   | 76   | - | - | - | - | - | - | - |

## Lieux et monuments

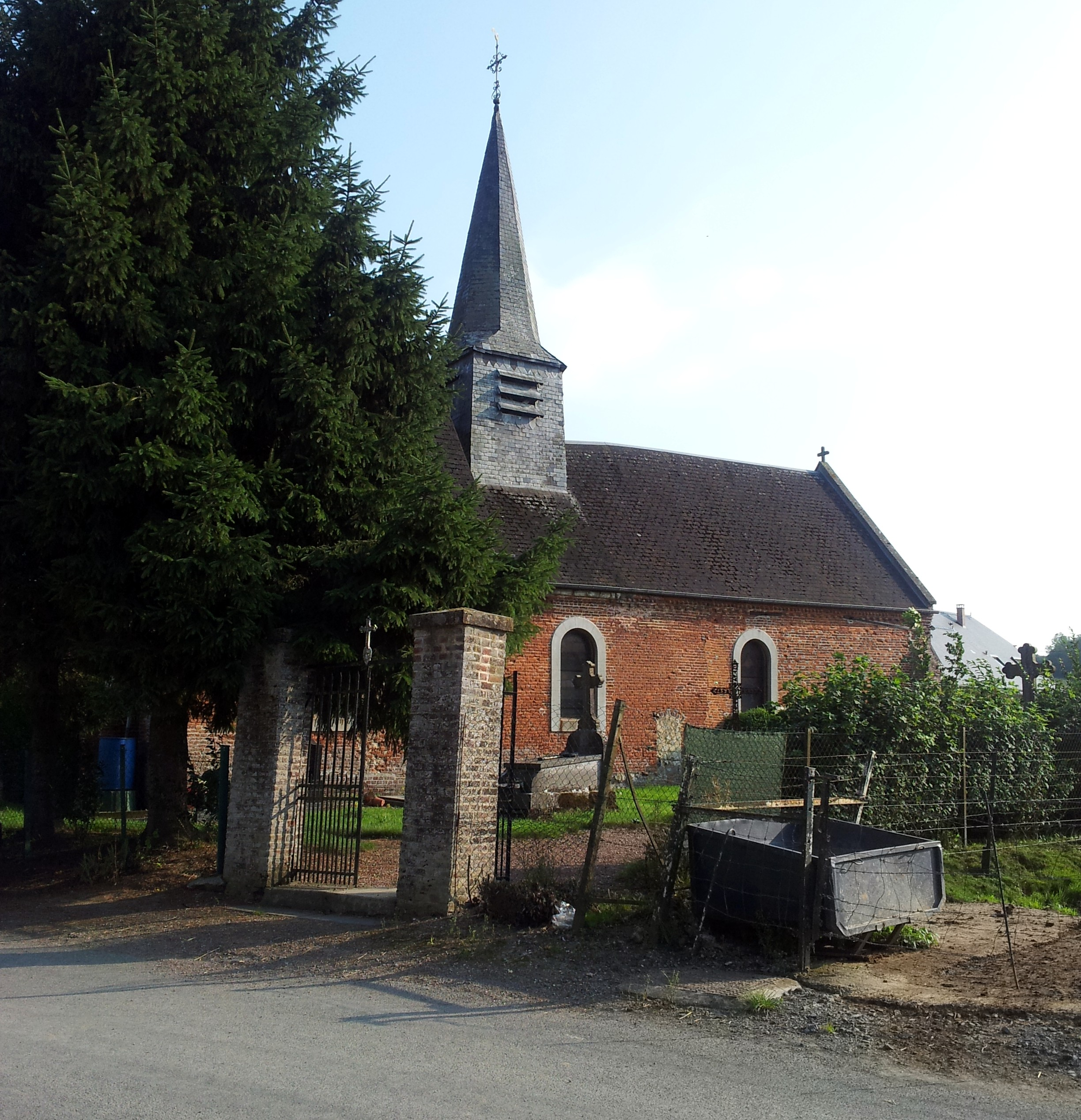
L'église Saint-Martin.

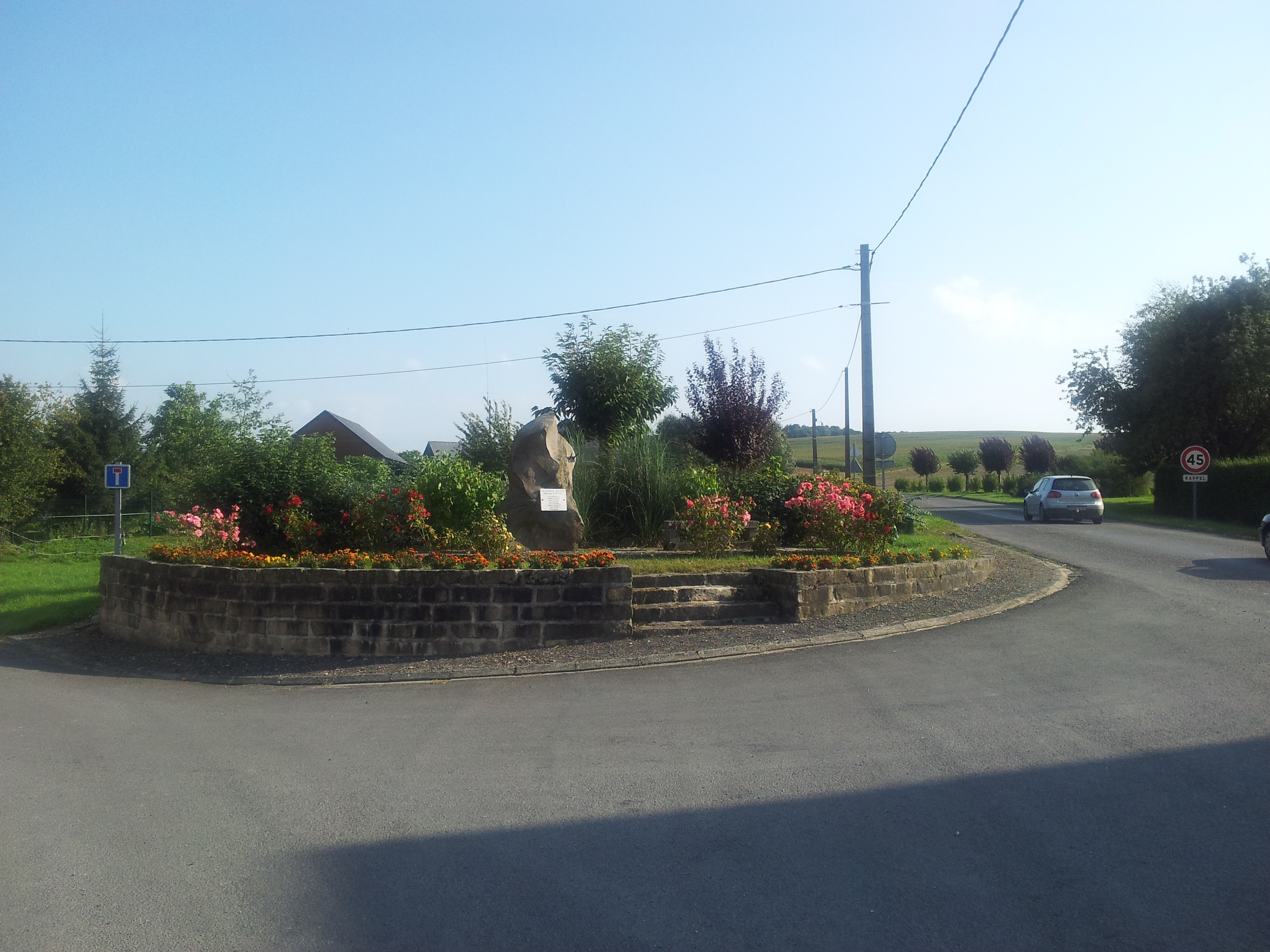
Le monument aux morts.

- Église Saint-Martin.

### Galerie

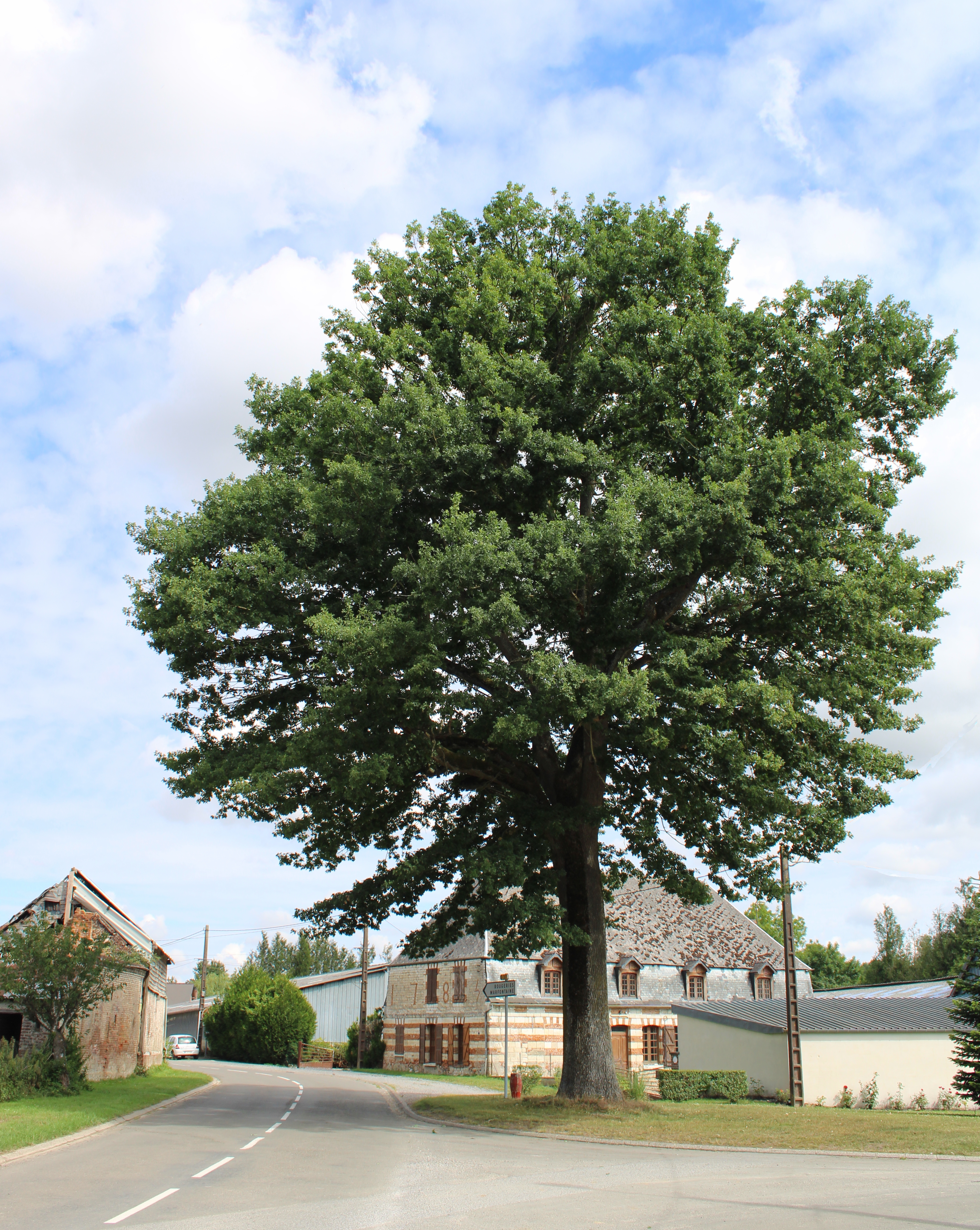
Arbre remarquable au centre du village.
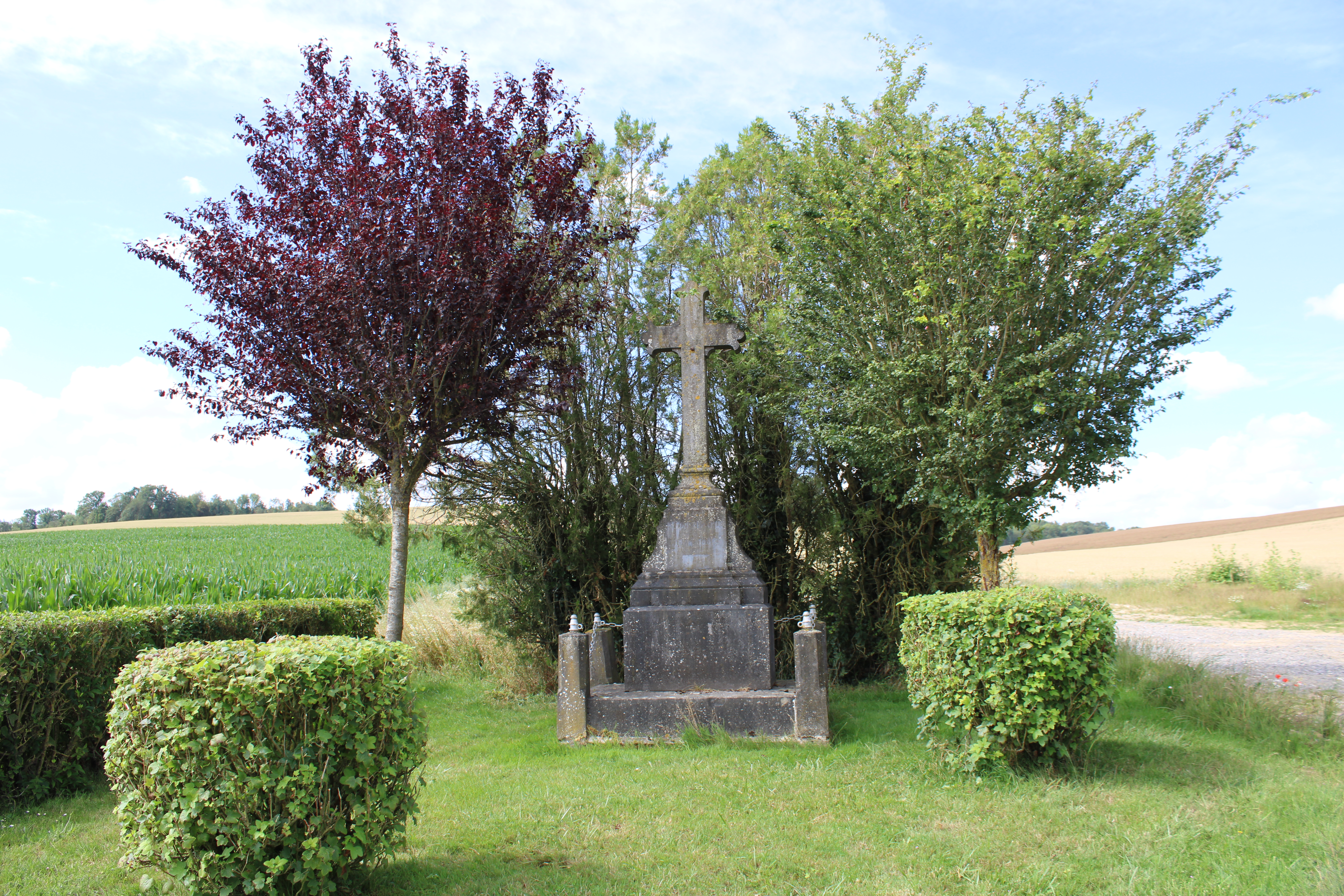
Le calvaire à l'entrée du village.
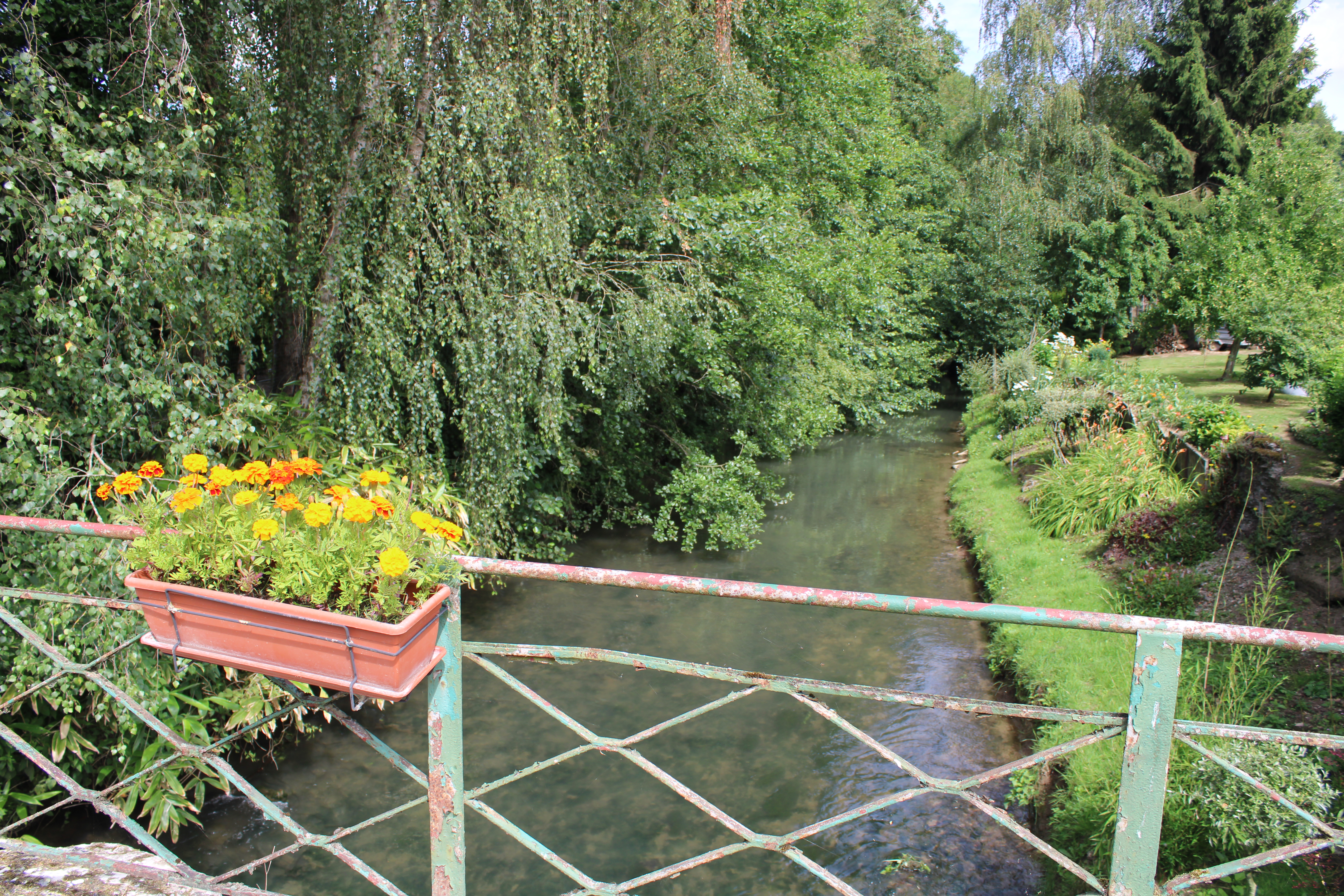
Le ruisseau le Vilpion traverse le village.
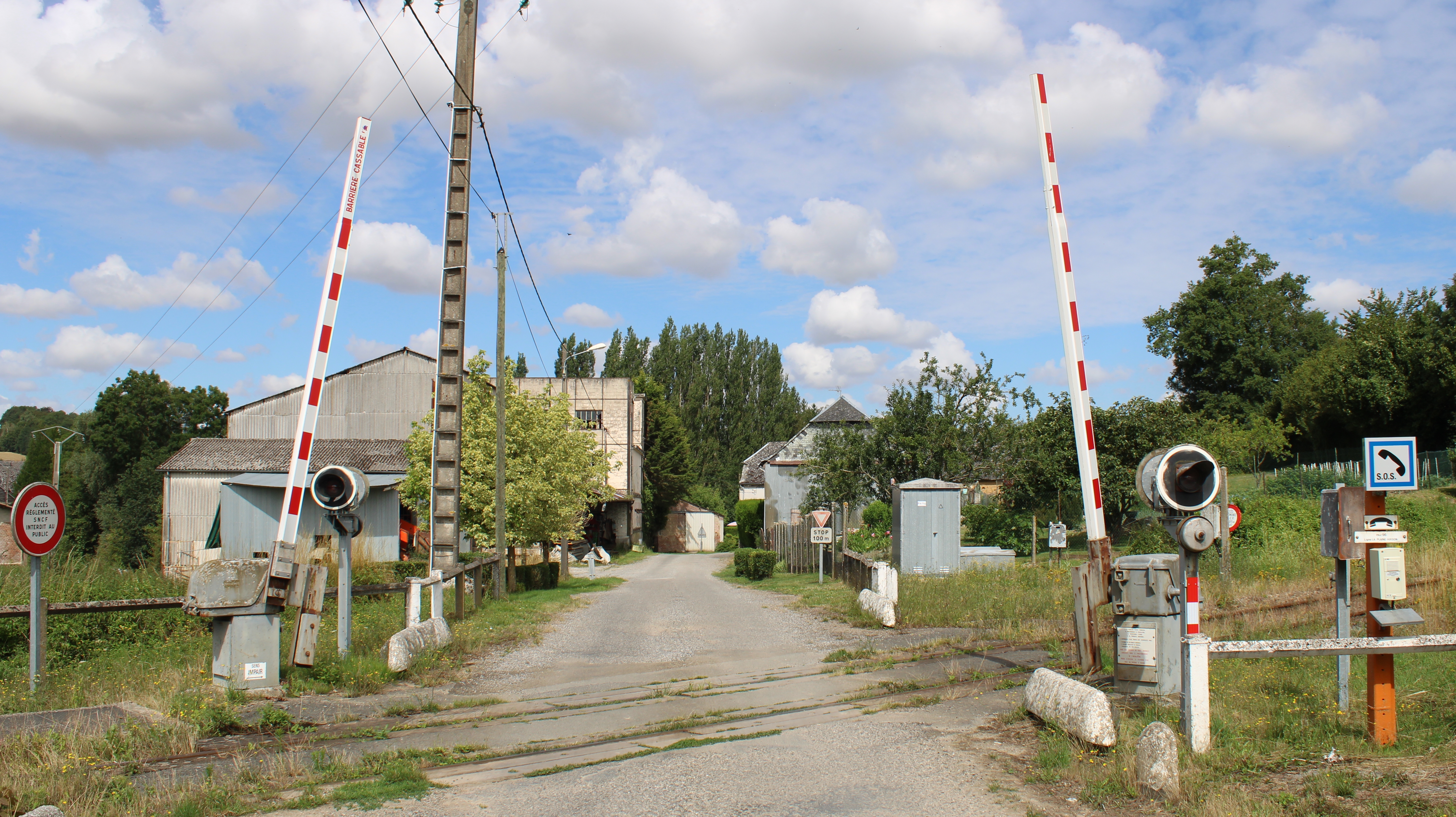
Le passage à niveau de la ligne de chemin de fer de Laon à Hirson.
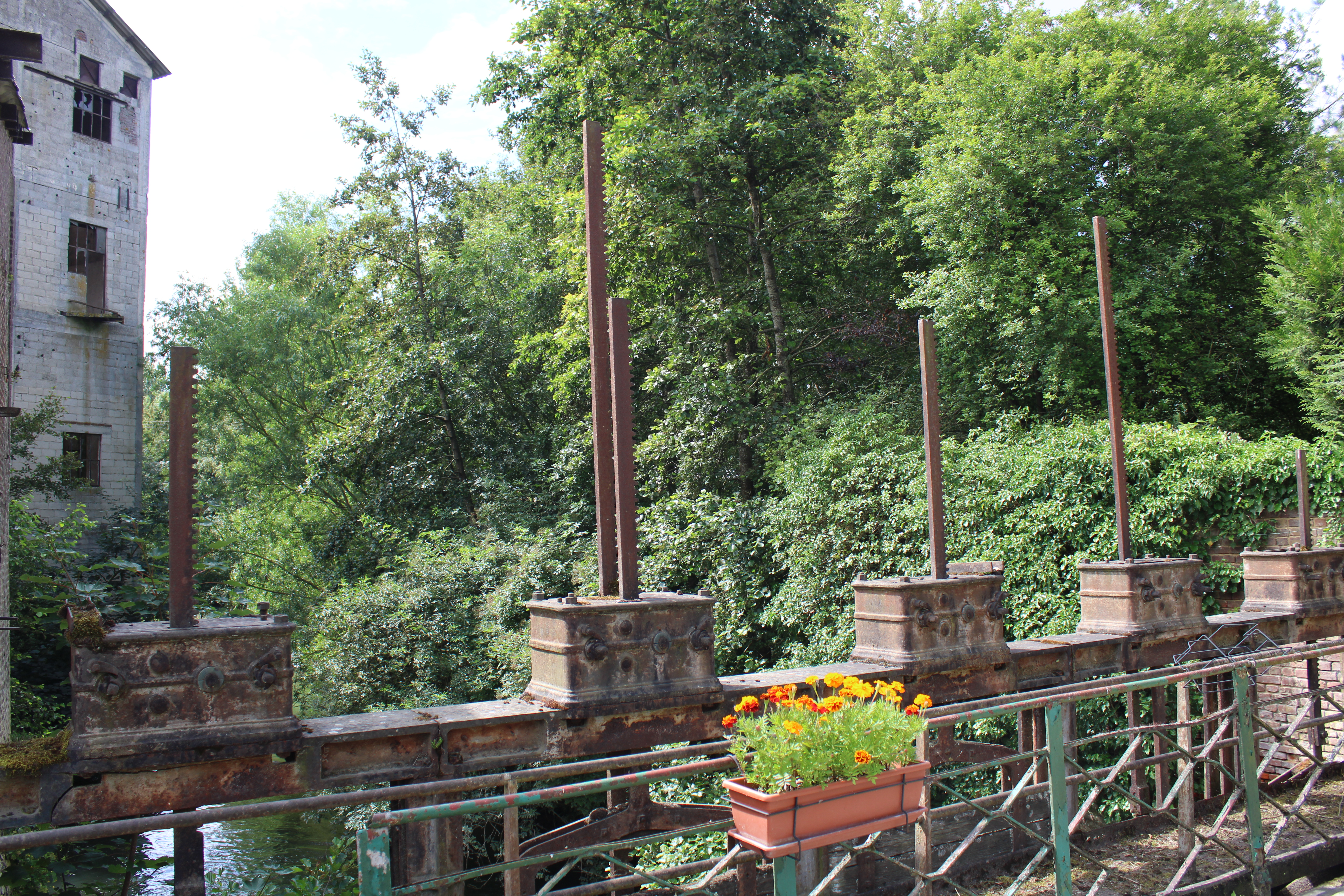
Vestiges de l'ancien moulin sur le Vilpion.
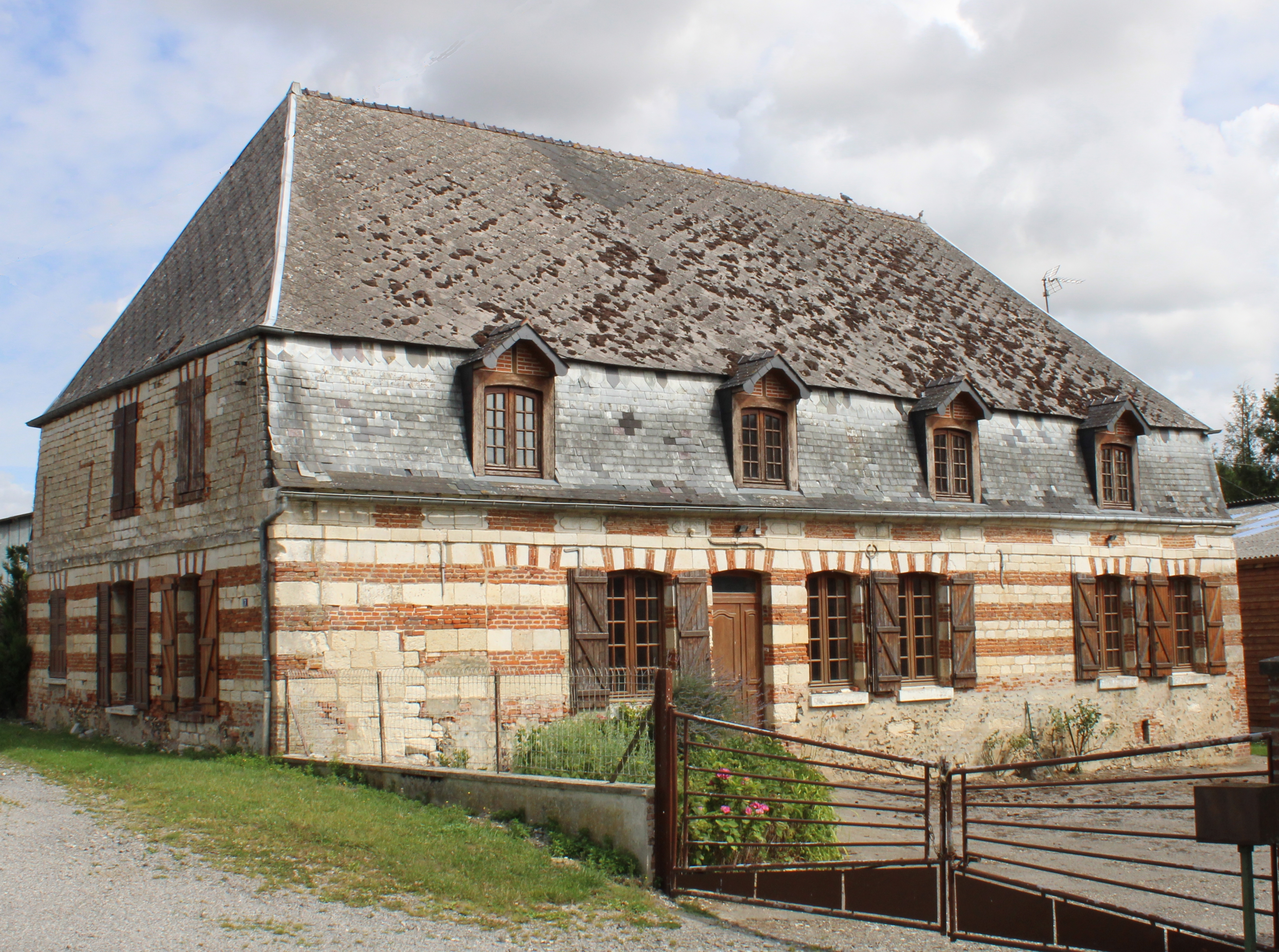
Maison remarquable construite en 1784.

## Personnalités liées à la commune
- Maurice Aymar (1938-2009) : président fondateur du moto club de Marle et Voharies (situé à Voharies) de 1971 à 1980. Adjoint au maire quelques années, il avait créé le circuit de moto cross Louis-Édouard Despierres. À la mort du maire, le circuit a été déplacé successivement à Martigny (près d'Hirson), puis à Plomion. Monsieur Aymar, par attachement à son village dans lequel son épouse Danielle était institutrice, a voulu que le siège social reste à Voharies.
- Thierry Aymar (1962 - ). Pilote de moto cross, 3e du Championnat de France junior en 1979, 4e du 125 inter en 1980, vainqueur en 1986 du cross international de Plomion. Avant de devenir receveur de La Poste, Thierry possédait une maison à Voharies. Il est aujourd'hui retraité du sport et de la fonction publique et vit dans le Sud de la France l'été et en Asie du Sud-Est l'hiver. Il a trois enfants.